# Lasar Solomonowitsch Poljakow

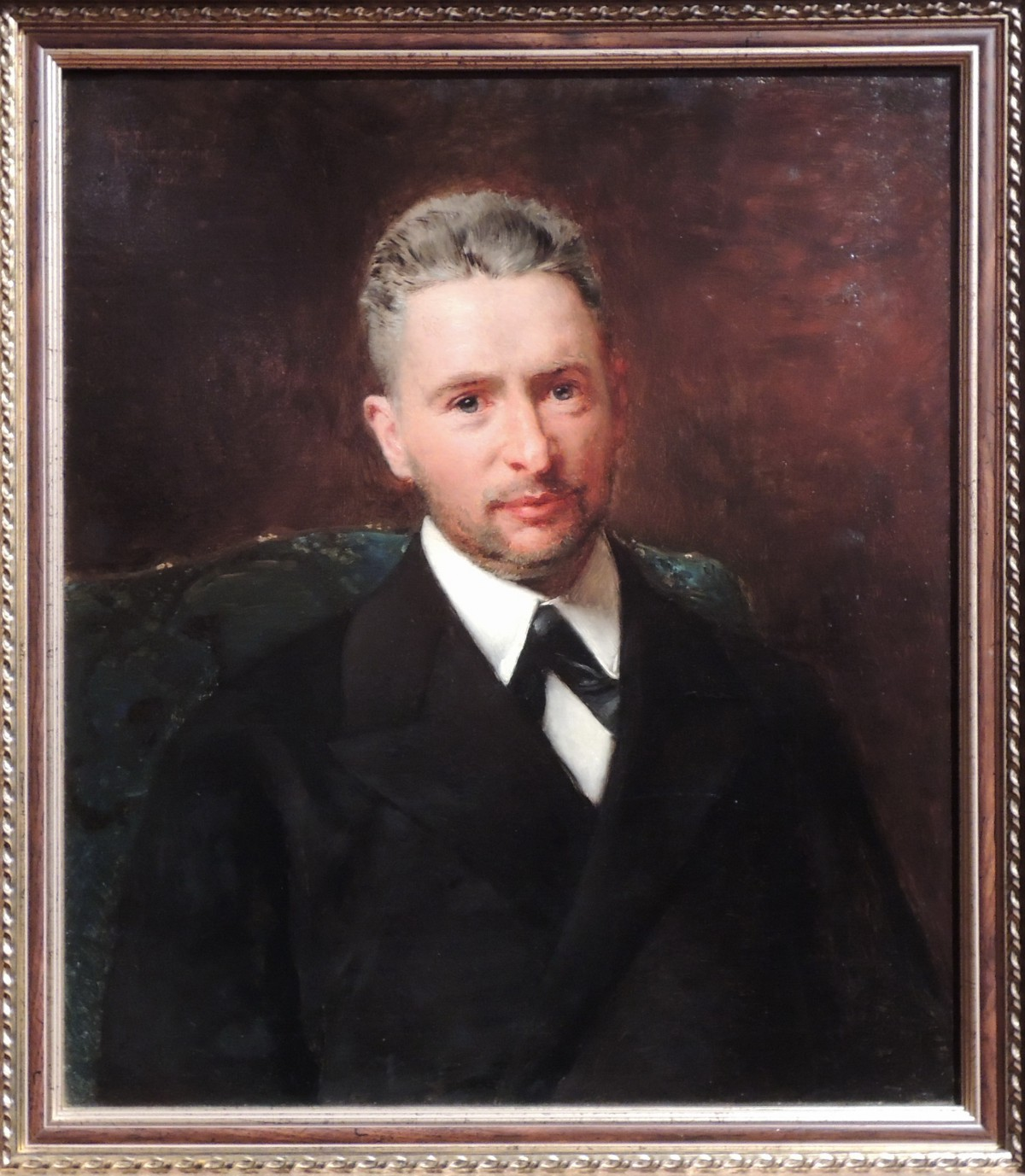
Lasar Solomonowitsch Poljakow (K. J. Makowski 1882)

Lasar Solomonowitsch Poljakow (russisch Лазарь Соломонович Поляков; * 1842 in Dubrouna, Russisches Reich; † 12. Januar 1914 in Paris) war ein russischer Bankier.

## Leben
Poljakow war der Sohn des jüdischen 1. Gilde-Kaufmanns Solomon Lasarewitsch Poljakow. Er begann seine Laufbahn als Assistent seines älteren Bruders Samuil, der sich zusammen mit ihm erfolgreich im Eisenbahnbau engagierte. Der älteste Bruder Jakow wurde ebenfalls erfolgreicher Unternehmer.

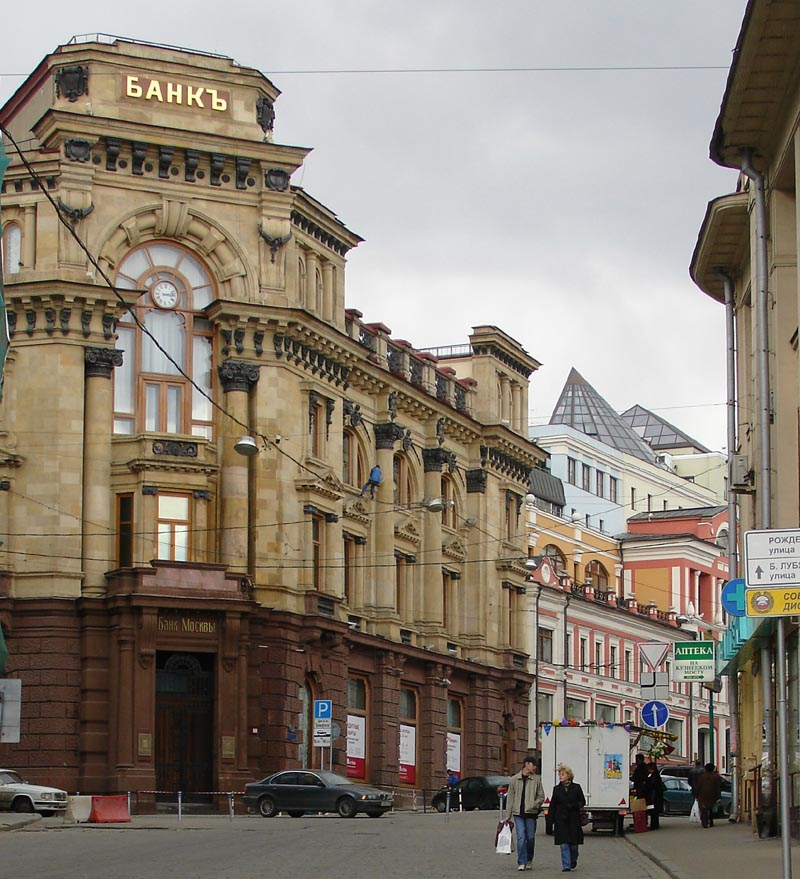
Moskauer Internationale Handelsbank

1871 wurde Lasar Poljakow Vorstandsvorsitzender der Orlower Geschäftsbank und der Moskauer Hypothekenbank-Bank. 1872 gründete er seine erste Bank, die L. S. Poljakow-Bank in Moskau. 1873 wurde er Vorstandsvorsitzender der Geschäftsversicherungsgesellschaft. 1885 übernahm er den Vorstandsvorsitz der Moskauer Internationalen Handelsbank. Weitere Geschäftsbanken gründete er in Orjol, St. Petersburg und Odessa. 1890 gründete er die Russische Bank für Handel und Industrie. 1895 wurde er Aufsichtsratsvorsitzender der St. Petersburg-Moskauer Geschäftsbank. 1897–1898 wurde für die Moskauer Internationale Handelsbank ein Neubau in der Kusnezki-Most-Straße nach dem Vorbild des päpstlichen Banco di Santo Spirito in Rom errichtet, für den Poljakow den österreichischen Architekten Simon Eibuschitz beauftragt hatte. Mit seinen Banken und Holding-Gesellschaften verfügte er über ein Vermögen von etwa 40 Millionen Rubel. Damit konkurrierte er mit den nicht-jüdischen russischen Bankiers, die von dem Moskauer Bürgermeister Nikolai Alexejew vertreten wurden und die vermutlich die antijüdische Gesetzgebung beeinflussten. 1897 wurde er nach Erhebung in den erblichen Adel Wirklicher Staatsrat (1906 Geheimer Rat).
Poljakow gehörte zu den ersten, die den Markt in Zentralasien erschlossen, nachdem Turkestan beruhigt war. Er organisierte persische und zentralasiatische Unternehmen und Gesellschaften. Mit 400.000 Rubel wurde eine Streichholzfabrik in Teheran aufgebaut, deren Produkte aber gegenüber den österreichischen Importen nicht konkurrenzfähig waren. 1890 wurde Poljakow persischer Generalkonsul in Moskau und auch Leiter der Moskauer jüdischen Gemeinde.
Neben seinen Geschäften betätigte Poljakow sich als Wohltäter. Er war Treuhänder der Kaiserlichen Philanthropischen Gesellschaft. Er baute ein Haus mit preisgünstigen und kostenlosen Wohnungen für Arme. Er stiftete 640.000 Rubel für die Gründung der Ataman-Hochschule für Technik in Nowotscherkassk. 1886 stiftete er ein Grundstück und bedeutende Summen für den Bau und den Unterhalt der Choral-Synagoge in Moskau. Er beteiligte sich am Bau des Alexander III.-Museums der Schönen Künste in Moskau (heute Puschkin-Museum, in dem es einen Poljakow-Saal gibt). Er spendete großzügig für das Rumjanzew-Museum.
1908 verlor Poljakow seine Ämter in den meisten Banken und Unternehmen, nachdem er in der Wirtschaftskrise einen bedeutenden Teil seines Vermögens verloren hatte und sein Bruder Jakow bereits 1901 mit seiner St. Petersburg-Asow-Bank in die Insolvenz gegangen war. Die Konsolidierung der Unternehmen Poljakows übernahm eine Gruppe von Personen unter der Führung von Graf W. S. Tatischtschew unter dem Dach einer neuen Vereinigten Bank. Nach Poljakows Tod verweigerten seine Söhne die Annahme des schuldenbelasteten Erbes.
Nach Poljakows Tod in Paris wurde sein Leichnam auf den Moskauer jüdischen Friedhof überführt. Er war verheiratet mit Rosalija Faiwelewna geb. Wydrina, mit der er fünf Kinder hatte, die Söhne Alexander, Isaak, Dmitri und Michail und die Tochter Zita, die den Zionisten und Mitunterzeichner der Israelischen Unabhängigkeitserklärung Eliyahu Berligne heiratete. Poljakow wurde als Vater der Primaballerina Anna Pawlowna Pawlowa angesehen.

## Ehrungen
- russischer Sankt-Stanislaus-Orden III. Klasse (1870)
- russischer Sankt-Stanislaus-Orden II. Klasse
- Russischer Orden der Heiligen Anna II. Klasse (1874)
- Russischer Orden der Heiligen Anna I. Klasse
- Orden des Heiligen Wladimir IV. Klasse (1882 anlässlich der Erhebung in den Adelsstand)
- Orden des Heiligen Wladimir III. Klasse (1886)
- russischer Sankt-Stanislaus-Orden I. Klasse (1896 mit Erhebung in den erblichen Adelsstand)
- persischer Sonnen- und Löwenorden
- persischer Mecidiye-Orden I. Klasse
- türkischer Osmanje-Orden I. Klasse
- rumänische Orden
- bucharische Orden